# Siskins

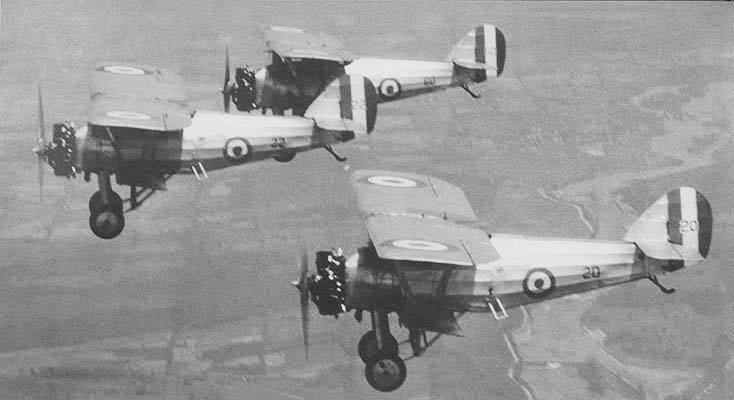
Armstrong Whitworth Siskin de la patrouille des Siskins.

Les Siskins sont une patrouille acrobatique de l'Aviation royale du Canada active de 1929 à 1932. Elle est la première patrouille acrobatique de l'histoire des forces aériennes canadiennes. Composée de biplans Armstrong Whitworth Siskin généralement au nombre de trois, elle a effectué plus de 100 démonstrations en trois ans d'existence.

## Sources
- (en) Cet article est partiellement ou en totalité issu de l’article de Wikipédia en anglais intitulé « Siskins » (voir la liste des auteurs).